# Johann Friedrich Ferdinand Fleck
Johann Friedrich Ferdinand Fleck, né à Breslau le 10 juin 1757 et mort à Berlin le 20 décembre 1801, est un acteur prussien.

## Biographie
Fleck est célèbre pour avoir créé les principaux rôles des tragédies de Schiller.